# Juan Ignacio Retegi
Juan Ignacio Retegi Petrikorena, llamado Retegi I (nacido en Erasun, Navarra el 24 de julio de 1943), es un exjugador español de pelota vasca en la modalidad de mano.
Tío del también manista Retegi II (11 veces ganador del campeonato manomanista), desde pequeño Juan se aficionó a jugar en el frontón de su pueblo. Tras abandonar su vocación sacerdotal se dedicó por entero a la pelota, y en 1965 empezó su carrera como pelotari profesional tras su exitoso paso por el campo de aficionado, obteniendo tres Campeonatos de España individuales de manera consecutiva en 1963, 1964 y 1965. 
Durante su andadura profesional logró el hito de ser el primer pelotari navarro en lograr la txapela en el Manomanista, repitiendo título hasta en seis ocasiones (1969, 1970, 1972, 1973, 1974 y 1975), igualando el récord que hasta entonces mantenía el vizcaíno Azkarate. Asimismo ganó el Manomanista de Segunda Categoría en 1967 y el subcampeonato en el Campeonato de España de parejas en 1978.
Tras dejar la práctica profesional de la pelota se dedicó empresarialmente a la misma, siendo uno de los propietarios de la empresa REUR (fusión de Euskulari y Pelotaberri), hasta el año 1993, cuando la misma fue absorbida por Asegarce.

## Familia de pelotaris
Juan Ignacio Retegi fue el primero de una dinastía de pelotaris manomanistas de Erasun (Navarra), la cual fue continuada por su sobrino Julián Retegi, que sería conocido como Retegi II y se convertiría en el pelotari manomanista más laureado de la historia, con once txapelas. Otros miembros de la familia Retegi también han sido pelotaris profesionales, como otro sobrino suyo José Mari (Retegi IV), campeón del manomanista de segunda en 1982. El último de la saga, hasta el momento, es Julen Retegi, que decidió romper con la tradición y bautizarse como Retegi Bi.

## Finales manomanistas
| Año  | Campeón   | Subcampeón    | Tanteo | Frontón  |
| ---- | --------- | ------------- | ------ | -------- |
| 1969 | Retegui I | Atano X       | 22-08  | Bergara  |
| 1970 | Retegui I | Lajos         | 22-12  | Anoeta   |
| 1971 | Lajos     | Retegui I     | 22-17  | Anoeta   |
| 1972 | Retegui I | Lajos (1)     |        |          |
| 1973 | Retegui I | Tapia I       | 22-20  | Astelena |
| 1974 | Retegui I | Gorostiza     | 22-21  | Anoeta   |
| 1975 | Retegui I | Lajos         | 22-14  | Anoeta   |
| 1976 | Lajos     | Retegui I (2) |        |          |

(1) Lajos no se presentó en la final tras no concederle el aplazamiento solicitado por problemas musculares.
(2) Retegui I no pudo jugar la final por mal de manos.

## Final de mano parejas
| Año  | Campeones            | Subcampeones             | Tanteo | Frontón |
| ---- | -------------------- | ------------------------ | ------ | ------- |
| 1978 | Pierola II - Maiz II | Retegui I - Aldazabal II | 22-14  | Anoeta  |

## Finales del manomanista de 2ª Categoría
| Año  | Campeón     | Subcampeón | Tanteo | Frontón              |
| ---- | ----------- | ---------- | ------ | -------------------- |
| 1966 | Andueza III | Retegi I   | 22-05  | Anoeta               |
| 1967 | Retegi I    | Lajos      | 22-14  | Municipal de Bergara |